# Dichagyris griseola
Dichagyris griseola är en fjärilsart som beskrevs av Otto Staudinger 1895. Dichagyris griseola ingår i släktet Dichagyris och familjen nattflyn. Inga underarter finns listade i Catalogue of Life.